# Prosciutto

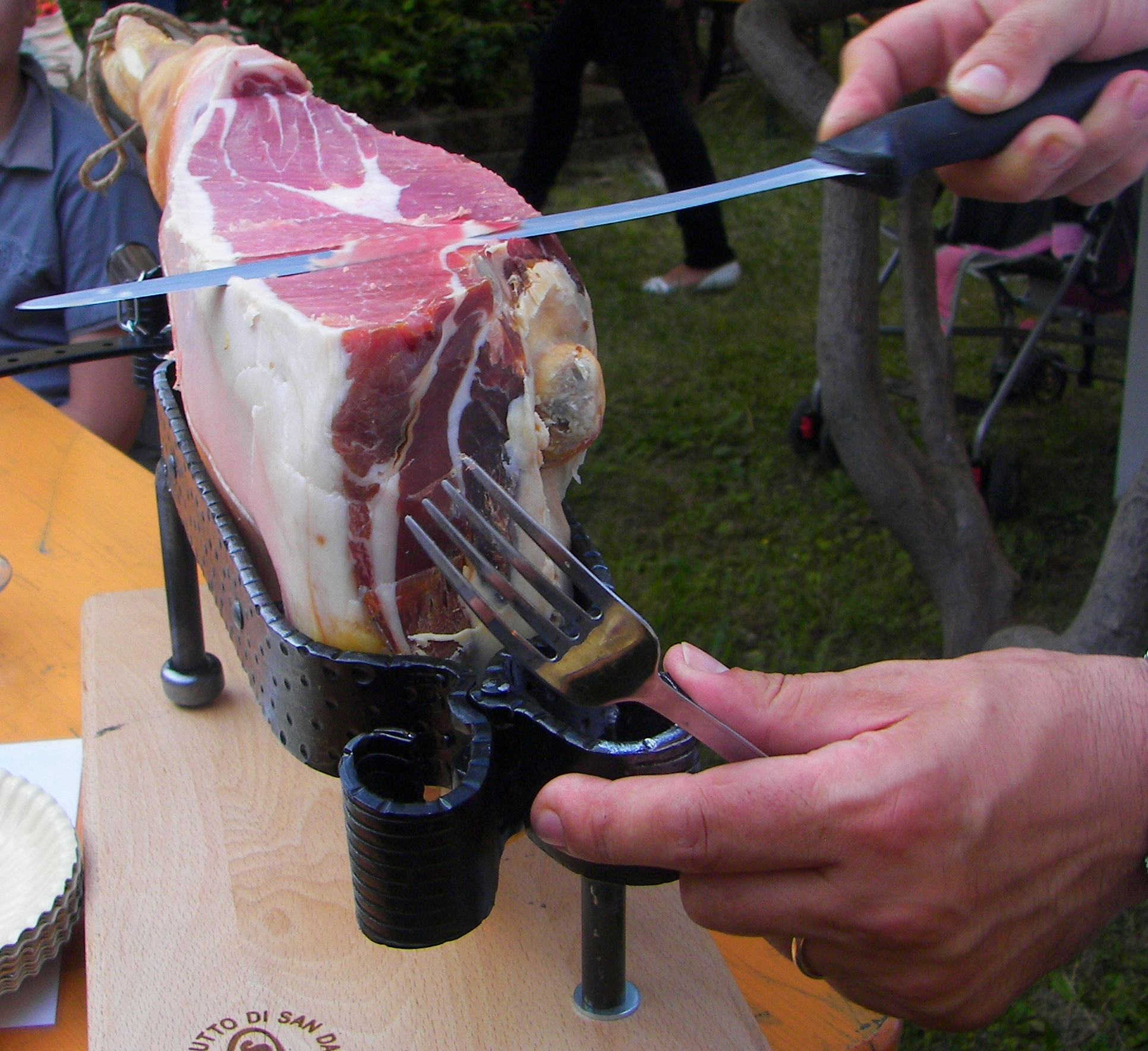
Prosciutto di Parma cortado.

Prosciutto es el término italiano para referirse al jamón, sobre todo al curado, que se sirve sin cocinar y cortado en lonchas finas. Esta manera de consumirlo se llama en Italia prosciutto crudo, a diferencia del cocinado (cotto, «cocido»). 
Relacionado habitualmente con la Toscana y Emilia, las piezas más renombradas y caras de prosciutto proceden del centro y norte de Italia, como las de Parma, Friuli-Venecia Julia (San Daniele). También es conocido el prosciutto de Croacia (Dalmacia, el litoral e Istria), partes del occidente de Eslovenia (Kras, Valle de Vipava) y Montenegro (Njegoš), donde se conoce como pršut, y el de Capitán Pastene, en Chile.

## Etimología
La palabra prosciutto procede del latín perexsiccatus (perexsicco), que dio origen a la palabra italiana moderna prosciugare, ‘secar bien’ (la palabra portuguesa presunto tiene la misma etimología). La palabra croata, serbia y eslovena, pršut, procede del italiano.

## Fabricación

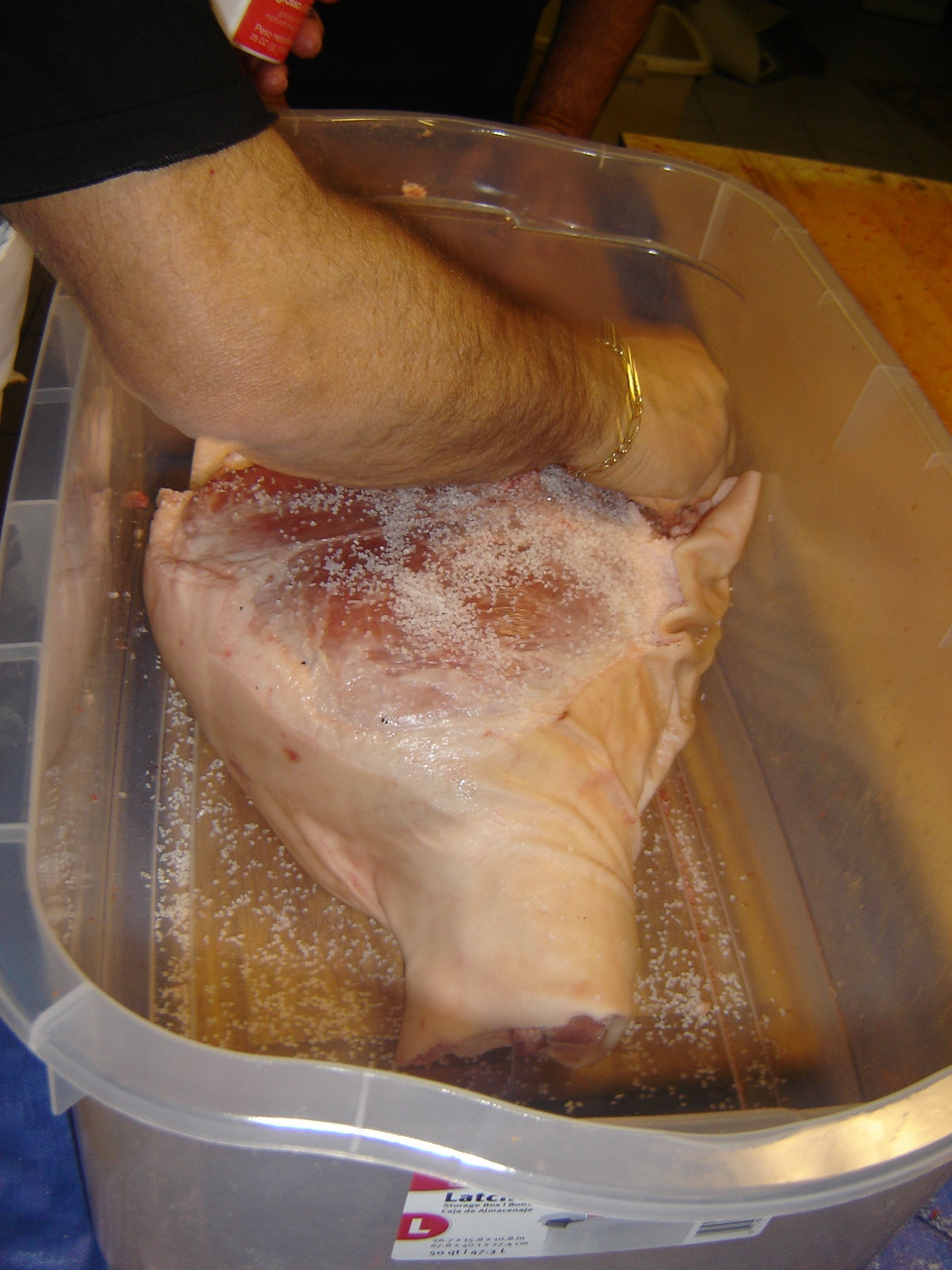
Añadiendo sal marina.

El prosciutto se elabora a partir de la pierna de un cerdo o jabalí. El proceso de fabricación puede llevar entre 9 meses y 2 años, dependiendo del tamaño del jamón.
El escritor de gastronomía italiana Bill Buford cuenta que un viejo carnicero italiano le dijo: «Cuando yo era joven, había un tipo de prosciutto. Se hacía en invierno, a mano, y se curaba durante 2 años. Era dulce cuando se olía. Un perfume profundo. Inconfundible. Curar un prosciutto es un negocio sutil. Si está demasiado templado, el proceso de curación nunca empieza. La carne se estropea. Si está demasiado seco, la carne se arruina. Necesita estar húmedo pero fresco. El verano es demasiado cálido. En invierno: entonces haces salumi. Tu prosciutto. Tu soppressata. Tus salchichas.»
Actualmente primero se limpia el jamón, se sala y se deja reposar dos meses. Durante este tiempo se prensa, gradualmente y con cuidado de no romper el hueso, para extraer toda la sangre que quede en la carne. A continuación se lava varias veces para eliminar la sal y se cuelga en un lugar oscuro y bien ventilado. El aire es importante para la calidad del producto final, obteniéndose los mejores resultados en climas fríos. El jamón se deja entonces colgado hasta que se seca. La cantidad de tiempo necesaria varía, según el clima local y el tamaño del jamón. Cuando la pieza está completamente seca se cuelga al aire, ya sea a temperatura ambiente o en un entorno controlado, hasta 18 meses.
Varias regiones tienen sus propias denominaciones de origen protegidas, cuyos requisitos no exigen por la general jamones de cerdos criados en libertad.
El prosciutto se cura a veces con nitritos (ya sea sódico o potásico), que se usan generalmente en otros jamones para obtener el deseable color rosado y aroma distintivo. En muchos jamones con denominación de origen solo se usa sal marina, pero no en todas: algunos consorcios tienen permitido el uso de nitritos. La pigmentación distintiva del prosciutto se produce por reacción química directa del óxido nítrico con la mioglobina para formar nitrosomioglobina, seguida de la concentración de los pigmentos debida al secado. Las bacterias convierten el nitrito o nitrato añadido en óxido nítrico.

## Uso

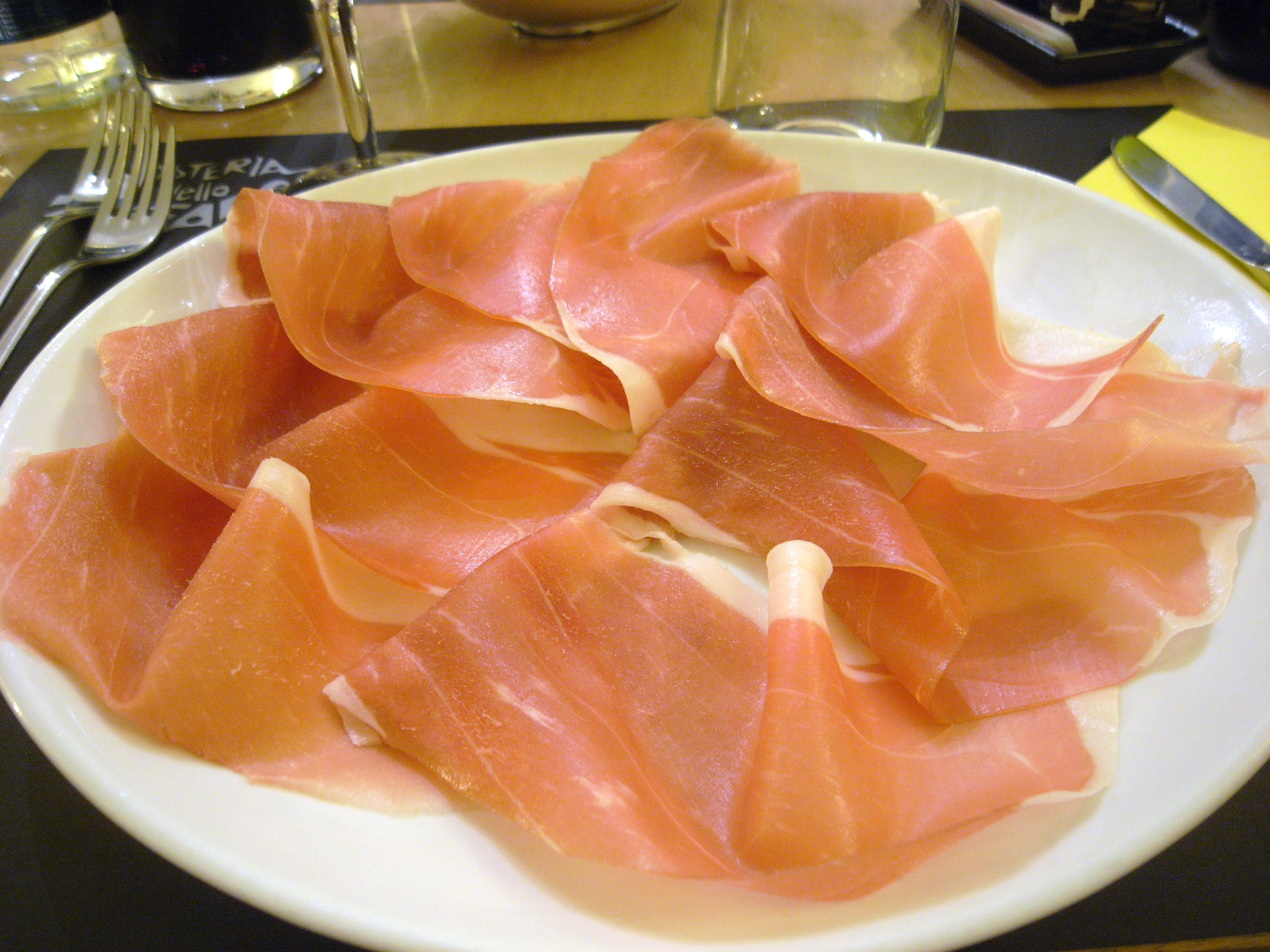
Prosciutto di Parma

El prosciutto crudo cortado se sirve a menudo en la cocina italiana como antipasto (entrante), envuelto en grissini o, especialmente en verano, melón verde o cantaloupe. Se toma como acompañamiento de platos de verdura de primavera, como espárragos o guisantes. Puede incluirse en una salsa de pasta simple hecha con nata, o en plato toscano de tagliatelle y verdura. Se usa en rellenos para otras carnes, como la ternera, como envoltura para filetes, en un pan relleno o sobre pizzas. A menudo resulta difícil cortar el prosciutto en lonchas para su uso en cocina, ya que tienden a desgarrarse y pegarse entre sí.
La saltimbocca es un plato italiano famoso de ternera, en el que los escalopes de esta carne se cubren con una hoja de salvia antes de envolverlos en prosciutto y freírlos en sartén.
El prosciutto se sirve a menudo en sándwichs y Panini, a veces en una variante de la ensalada caprese, con albahaca, tomate y mozzarella fresca.

### Culatello
El culatello es una variedad refinada de prosciutto, hecha de cerdos más grandes, cortada a una fracción del prosciutto normal y envejecida, pudiendo emplearse en este proceso vino. Se sirve habitualmente como entrante con trozos de melón dulce o higos fresco. Es frecuente servirlo en Nochevieja.
El culatello di Zibello tiene denominación de origen protegida.

## Denominaciones de origen protegidas por la Unión Europea

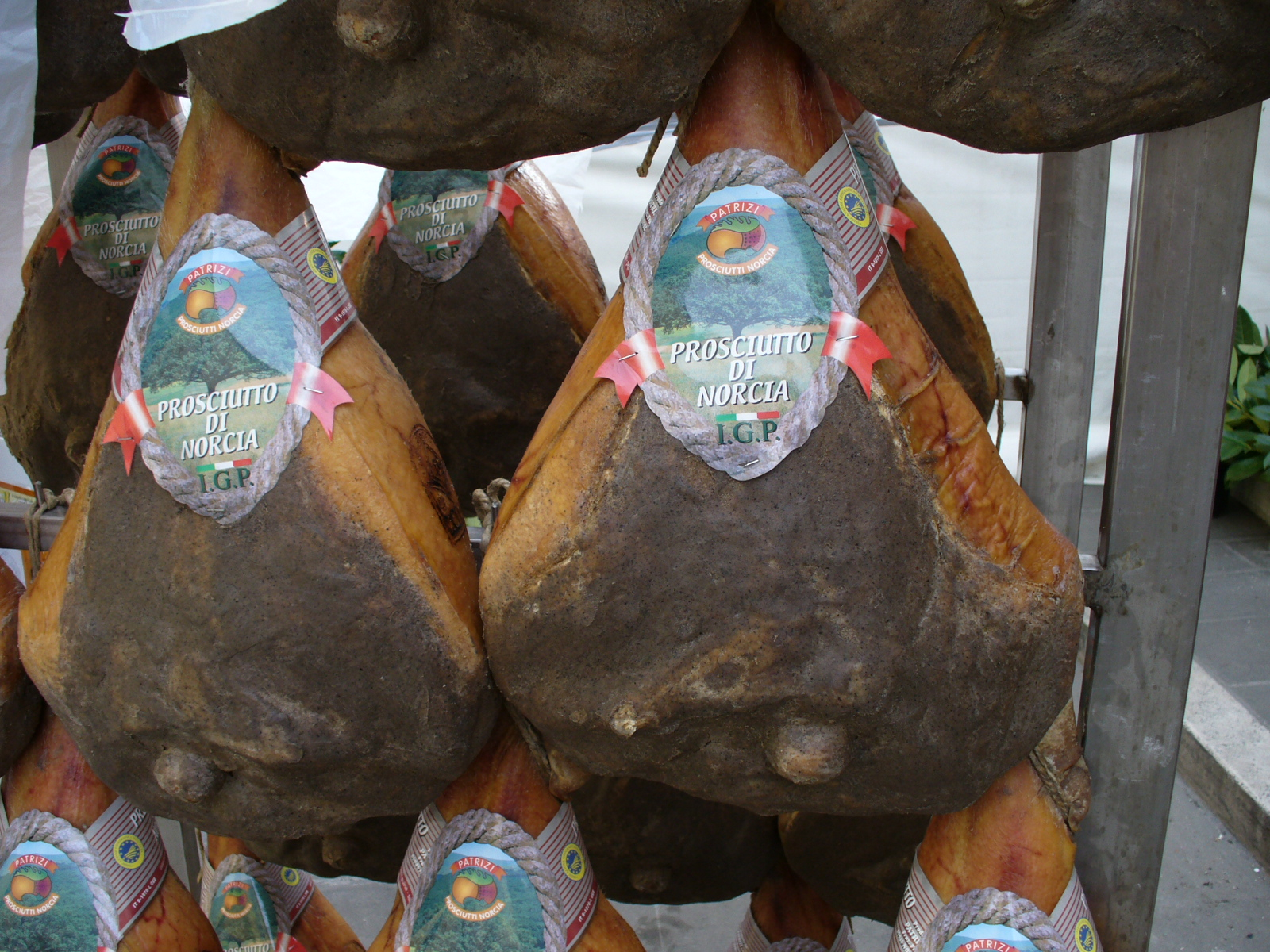
Piezas de prosciutto di Norcia a la venta.

Bajo la Política Agrícola Común de la Unión Europea, algunos productos cárnicos establecidos, incluyendo variedades locales de prosciutto, están protegidos por una denominación de origen protegida o similar.
Hay dos tipos famosos de prosciutto crudo italiano exportados: el prosciutto di Parma, de Parma, y el prosciutto di San Daniele, de la zona de San Daniele del Friuli, en la región de Friuli-Venecia Julia. El prosciutto di Parma tiene un ligero sabor a nuez debido al suero de Parmigiano Reggiano que a veces se añade a la dieta de los cerdos. El prosciutto di San Daniele, por su parte, es de color más oscuro y sabor más dulce.
Las denominaciones de origen de prosciutto protegidas por la Unión Europea, cada una con un color, sabor y textura ligeramente diferentes, son:
- Prosciutto di Parma, Italia, D.O.P.
- Prosciutto di San Daniele, Italia, D.O.P.
- Prosciutto di Modena, Italia, D.O.P.
- Prosciutto Toscano, Italia, D.O.P.
- Prosciutto Veneto Berico-Euganeo, Italia, D.O.P.
- Prosciutto di Carpegna, cerca Montefeltro, Italia, D.O.P.
- Prosciutto di Norcia, Italia, I.G.P.
- Speck dell'Alto Adige, Italia, I.G.P.
- Prosciutto di Sauris, Italia, I.G.P.
- Crudo di Cuneo, Italia, D.O.P.
- Kraški Pršut, Eslovenia, D.O.P.